# 마켓 가든 작전
마켓 가든 작전(영어: Operation Market Garden)은 1944년 9월 17일부터 9월 25일까지 네덜란드 및 독일에서 수행된 제2차 세계 대전의 군사 작전이다. 연합군의 공수부대와 육상 병력은 네덜란드의 도시였던 에인트호번과 네이메헌을 점령하는데 성공했으나 아른험과 그 교외에서 거점을 지키는데 실패해서 전략적으로 중요한 라인강의 교량을 확보하는데 실패했다. 작전은 마켓이라 불리는 교량을 점령하는 공수부대의 공격과 가든이라 불리는 육상 공격 작전으로 이루어져 있었다. 1945년 바시티 작전이 더 많은 항공기와 글라이더가 투입되었고, 오버로드 작전이 병력 면에서 우세했지만, 마켓가든 작전은 제2차 세계 대전에서 가장 많은 공수부대가 투입된 작전이었다.
버나드 몽고메리의 전략적 목표는 독일 산업시설의 핵심을 포위하여 루르 지역을 주요 이동축으로 삼고자 했다. 이동축의 북쪽 끝은 지크프리트 방어선의 북단을 피해갈 수 있었다. 이런 방식이라면 독일 내부로 진입하는데 큰 장애물이 없어질 수 있었다. 마켓 가든 작전의 목표는 독일의 종심을 향해 진격하기 위한 발판을 구축하는 것이었다. 연합군은 북쪽의 벨기에에서 97km 떨어진 네덜란드로 진격해 아른험 북쪽을 확보하여 이동축에 가까워지는 것이 목표였다. 작전 당시 수많은 공수부대가 투입되었다. 이들의 주요 목표는 교량을 확보해 기갑부대가 신속하게 아른험 북쪽으로 진격할 수 있도록 돕는 것이었다. 작전은 뫼즈강의 여러 교량들과 발 강과 네더라인의 교량, 그리고 여러 운하들과 지류들을 점령하는 것도 포함되어 있었다.
1944년 9월 10일 조의 다리를 점령하는 것을 시작으로, 17일 St. Oedenrode 남부, Wolfhezeh, Knapheide, Kamp, Overasselt 근처에 공수부대가 낙하하며 본격적으로 작전이 시작되었다.
작전을 통해 연합군 네덜란드의 에인트호번과 네이메헌을 비롯해 많은 도시와 몇몇 V-2 로켓 발사 기지를 점령하는 데 성공했다. 그러나 가장 중요한 목표였던 아른험의 라인강 다리를 확보하는 데는 실패했다. 독일군은 남쪽에서 진격하던 영국군의 기갑 여단을 저지하고 라인강에 도달하기 전에 연합군의 진격을 막아냈다. 영국 제1공수사단은 다리를 확보하지 못했고, 라인강 북쪽에서 철수할 때까지 12,000명 중 8,000명이 사망, 실종, 또는 포로가 되었다. 철수 명령이 내려졌을 때 모든 병력을 강 건너로 대피시킬 만한 보트가 충분하지 않았다. 이후 독일군은 남겨진 대부분의 병력을 체포했으나, 일부 영국과 폴란드 공수부대원들은 독일군의 포로가 되는 것을 피했고, 네덜란드 지하조직의 보호를 받다가 1944년 10월 22일 '페가수스 작전'에서 구출될 수 있었다. 역사학자들은 '마켓 가든 작전'의 계획과 실행에 대해 비판적이었다. 앤터니 비버는 "마켓 가든은 처음부터, 그리고 최고위층에서부터 잘못된 계획이었다"고 말했다. 독일군은 마켓 가든 작전이 끝난 이후 연합군이 확보한 교두보에 반격을 가했으나 연합군은 독일군의 반격을 성공적으로 막아냈다.

## 지리
계획된 경로를 통과하는 제69 고속도로(나중에 "지옥의 고속도로"라는 별명으로 불림)는 폭 2차선으로, 주변의 평평한 폴더 또는 범람지 위에 부분적으로 솟아 있었다. 고속도로 양쪽의 지면은 일부 지역에서 전술 차량 이동을 지탱하기에 너무 부드러웠고, 수많은 제방과 배수로가 있었다. 제방은 나무나 큰 관목으로 덮여 있었고, 도로와 길은 나무로 둘러싸여 있었다. 초가을에는 이것이 관측을 심각하게 제한한다는 것을 의미했다.
제30군단의 출발 지점과 네더라인강(하류 라인강) 북쪽 제방이라는 목표 지점 사이에는 6개의 주요 수로 장애물이 있었다. 손 엔 브뢰헬의 빌헬미나 운하는 폭 100 피트 (30 m)였고, 베헬의 자위트-빌럼스 운하는 폭 80 피트 (20 m)였으며, 그라베의 마스강은 폭 800 피트 (240 m)였고, 마스-발 운하는 폭 200 피트 (60 m)였으며, 네이메헌의 발강은 폭 850 피트 (260 m)였고, 아른험의 라인강은 폭 300 피트 (90 m)였다. 계획은 공수부대가 이 모든 장애물에 걸쳐 있는 다리들을 거의 동시에 점령하는 것이었다. 이를 실패하면 지연 또는 패배로 이어질 것이었다. 독일군이 다리를 파괴할 경우에 대비하여, 제30군단은 다리를 재건할 계획을 세웠다. 이를 위해 엄청난 양의 가교 재료가 수집되었으며, 이를 운반할 차량 2,300대와 조립할 공병 9,000명이 동원되었다.
이 지역은 일반적으로 고도 변화가 30 피트 (9 m) 미만으로 평평하지만, 제30군단 사령관 브라이언 호록스 중장은 "이 지역은 숲이 우거지고 상당히 습지가 많아서 우회 작전이 불가능했다"고 회상했다. 네덜란드에서 가장 높은 지대 중 하나인 300 피트 (90 m) 높이의 두 중요한 구릉지는 아른험 북서쪽과 제82공수사단 지역에 있는 흐루스베크 능선이었다. 이 고지대 점령 및 방어는 고속도로 교량을 사수하는 데 매우 중요하다고 여겨졌다.